# Треказали
Треказали (итал. Trecasali) —  коммуна в Италии, располагается в регионе Эмилия-Романья, подчиняется административному центру Парма.
Население составляет 3054 человека, плотность населения составляет 105 чел./км². Занимает площадь 29 км². Почтовый индекс — 43010. Телефонный код — 0521.